# Bricquebec (Manche)
Bricquebec is een plaats en voormalige gemeente in het Franse departement Manche in de regio Normandië en telt 4360 inwoners (1999).
Op 1 januari 2016 fuseerde Bricquebec met Les Perques, Quettetot, Saint-Martin-le-Hébert, Le Valdécie en Le Vrétot tot de huidige gemeente Bricquebec-en-Cotentin, waarvan Bricquebec de hoofdplaats werd. Deze gemeente maakt deel uit van het arrondissement Cherbourg.

## Geografie
De oppervlakte van Bricquebec bedraagt 32,6 km², de bevolkingsdichtheid is 133,7 inwoners per km².
De onderstaande kaart toont de ligging van Bricquebec (Manche) met de belangrijkste infrastructuur en aangrenzende gemeenten.

## Demografie
Onderstaande figuur toont het verloop van het inwonertal (bron: INSEE-tellingen).

## Bezienswaardigheden
Het Vieux Château werd gebouwd tussen de 11e en de 15e eeuw. Opvallende kenmerken zijn de hoge, veelhoekige donjon en de romaanse ridderzaal.

## Geboren
- Roger Lemerre (1941), voetballer en trainer
- Charles Rouxel (1948), wielrenner